# Yakitori
Yakitori (jap. 焼き鳥 yaki-tori; dosł. grillowany kurczak) – japońska potrawa z kilkusetletnią tradycją. Jest to zasadniczo szaszłyk drobiowy, ale także z innego mięsa, opiekany na węglu drzewnym, umieszczonym w wąskich grillach.

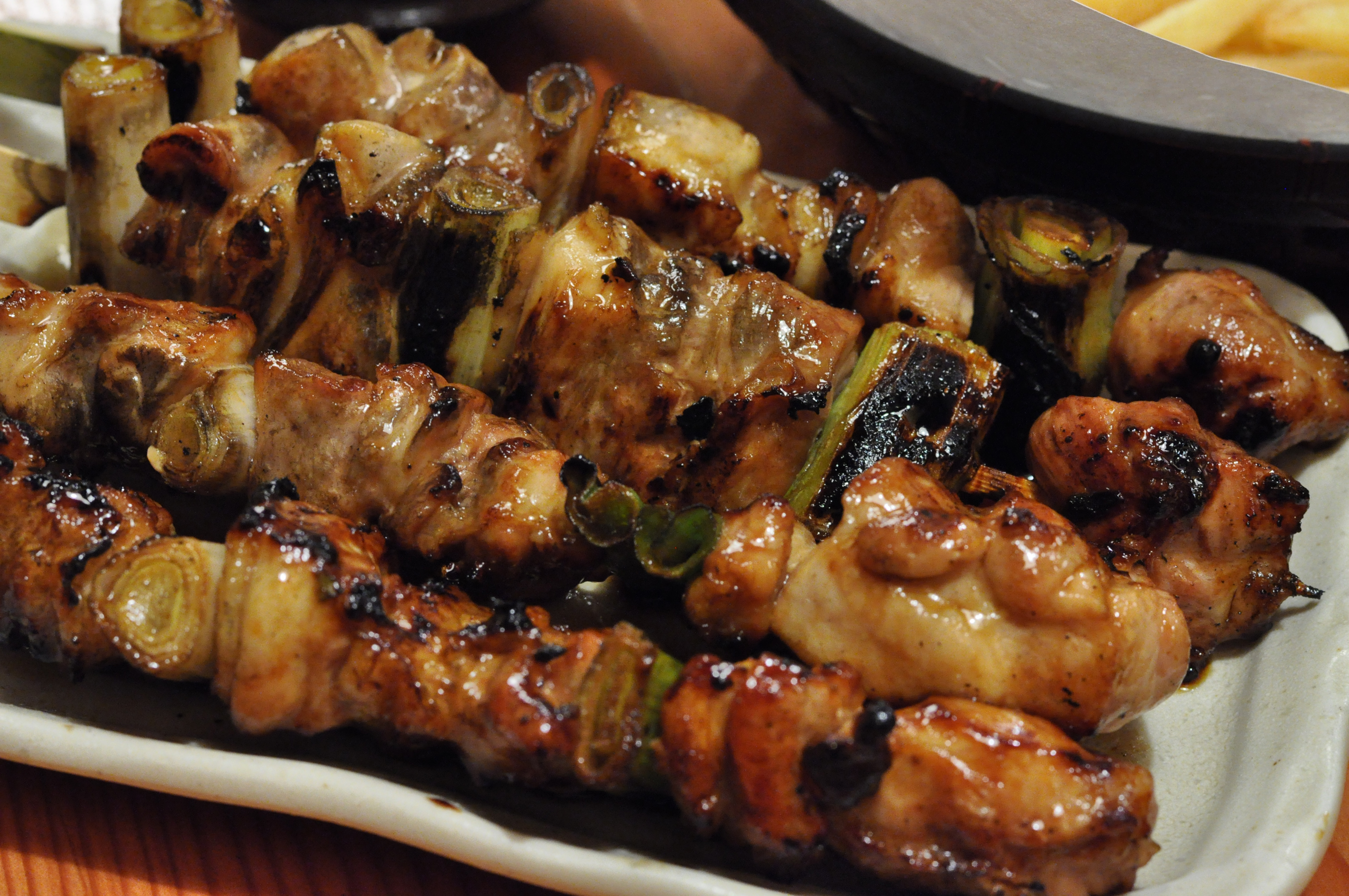
Typowe yakitori

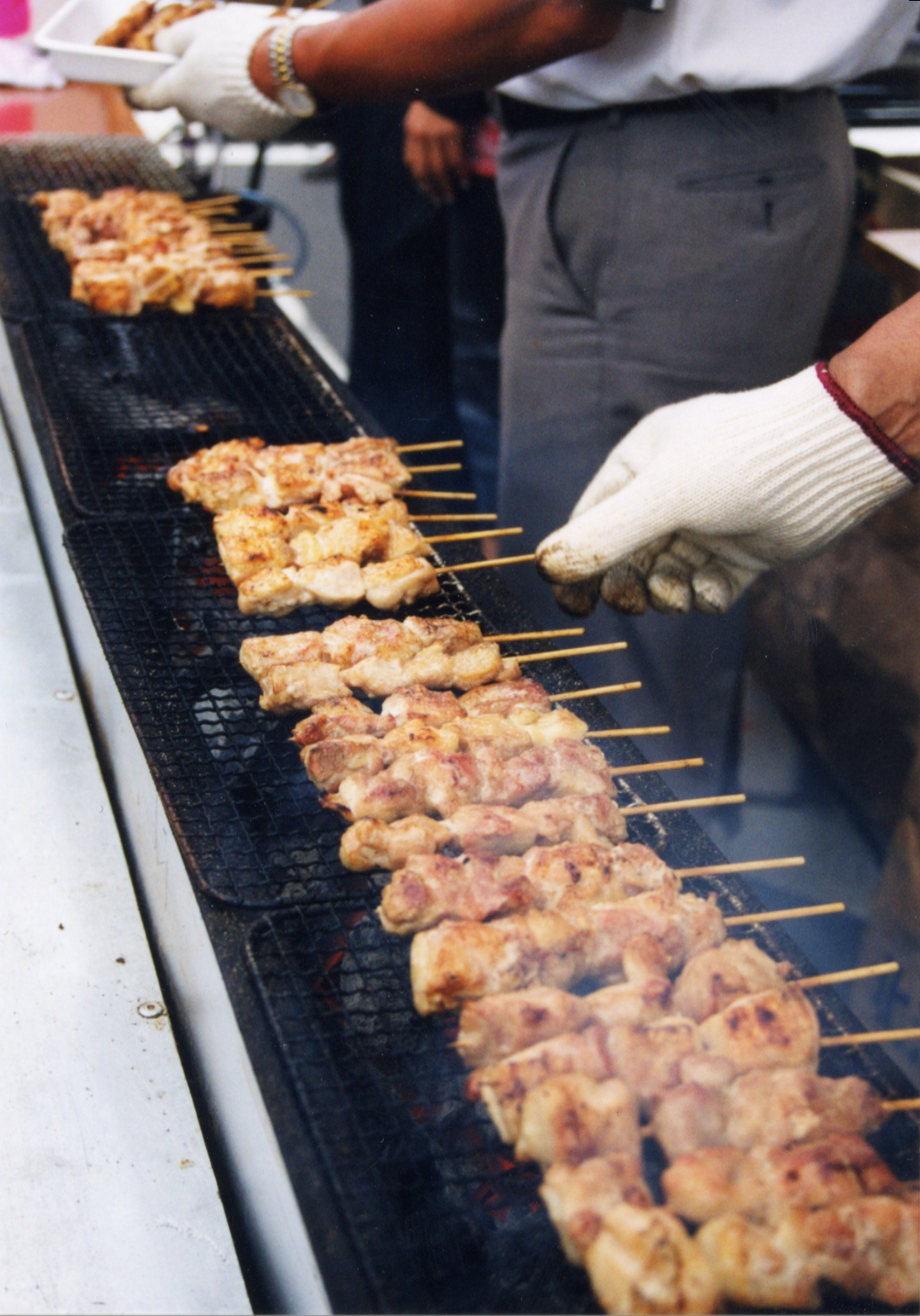
Yakitori w trakcie grillowania

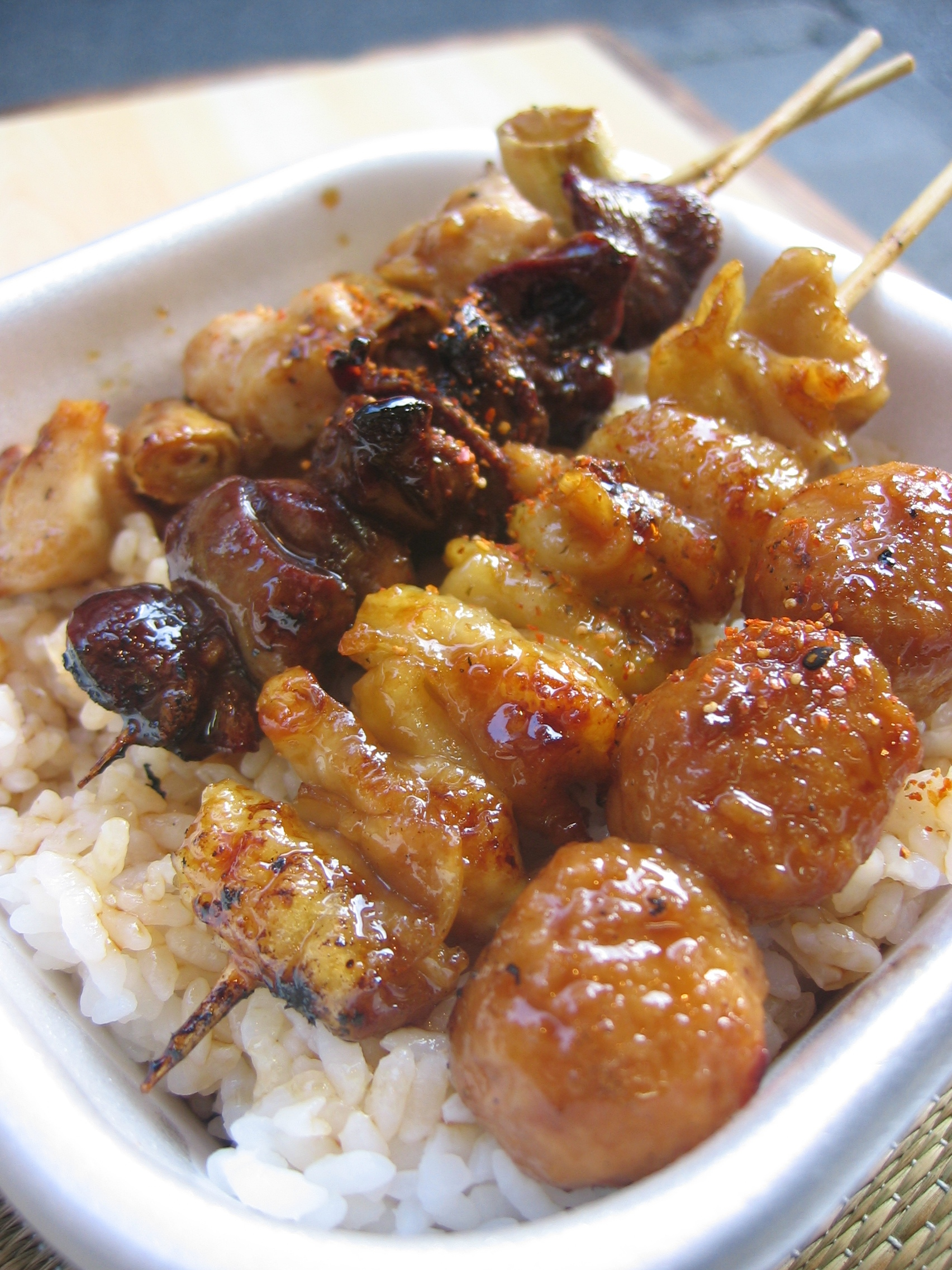
Yakitori-bentō

Yakitori przyrządza się ze specjalnym sosem składającym się z mirinu, sake, shōyu i cukru. Sam szaszłyk może zawierać różne składniki: różne części kurczaka, wątróbki drobiowe, grzyby, paprykę, pory.
Jest to popularny, niedrogi posiłek serwowany m.in. w wyspecjalizowanych restauracjach lub barach zwanych yakitori-ya, ale także w przenośnych grillach, na stoiskach ulicznych i przed świątyniami w czasie świąt i festiwali.
Yakitori przygotowuje się m.in. w następujących kombinacjach:
- momo – wyłącznie kawałki udek kurczaka;
- rebā – wyłącznie kurze wątróbki;
- negima – kawałki kurczaka poprzedzielane porem;
- tsukune – kulki mięsne z mielonego kurczaka, jajka, warzyw i przypraw[2].

Słowem o podobnym znaczeniu, często używanym zamiennie z yaki-tori, jest słowo kushi-yaki, czyli „pieczenie na rożnie”.

## Historia[4]
Nie wiadomo, kiedy kury dotarły do Japonii. Przypuszcza się, że przebyły one szlak z Azji Południowo-Wschodniej, poprzez Chiny i Półwysep Koreański. Pierwsze wzmianki o tych ptakach można znaleźć w starożytnych kronikach japońskich: Kojiki i Nihonshoki, spisanych w VIII wieku.
W okresie Nara (710-794) jedzono suszone mięso kur jako żywność konserwowaną. Zabroniono tego, wraz z zakazem jedzenia mięsa wołowego i końskiego, gdy buddyzm dotarł do Japonii. Usunięto zakaz na nie później wraz z zakazem jedzenia bażantów i innych ptaków.
Trudno jest ustalić, kiedy w Japonii rozpoczęto hodowlę kur. Istnieją różne teorie. Jedna z nich wywodzi się od nazwy kury domowej niwatori, traktując ją jako złożenie dwóch słów niwa (ogród) i tori (ptak). Druga teoria mówi, że słowo to pochodzi od koloru brązowawo-czerwonego ówczesnych kur, gdyż niwa w starodawnym języku japońskim to właśnie taki kolor.
W regionie Kansai kurczak jest często nazywany kashiwa, co jest kojarzone zarówno z kolorem liści dębu (kashiwa), jak i klaskaniem w ręce (kashiwa-de) w czasie modlitwy w chramie shintō, co jest z kolei kojarzone z trzepotem kurzych skrzydeł.
Hodowla domowego drobiu rozwinęła się w okresie Edo. Mięsa kurzego jedzono jednak mało. Spożywano zwykle mięso: bażantów, przepiórek, gęsi, kaczek, a także małych ptaków śpiewających. Rozpoczynała się era jedzenia ptasiego mięsa, które stało się popularne w kolejnym okresie Meiji, kiedy wskutek otwarcia Japonii na świat dieta Japończyków zmieniła się znacząco.
W okresie Edo w północnej Japonii daimyō Masamune Date (1567–1636) z Sendai otrzymał zgodę władz na hodowlę rasy złotej polskiej (ang. Golden Polish, jap. 金色ポーランド種 – kin’iro pōrando-shu).
W okresie Taishō (1912–1926) w regionie Kantō pojawiły się stoiska z yakiton, czyli grillowaną wieprzowiną, stając się popularną przekąską do whisky wśród ludzi biznesu. W regionie Kansai pojawiły się natomiast kushikatsu (wieprzowina nadziewana, jak szaszłyk i smażona na głębokim oleju). Popularność obu potraw doprowadziła do narodzin yakitori.
Po II wojnie światowej, wraz z okupacją amerykańską, dotarły do Japonii brojlery i stały się powszechne około 1965 roku. Yakitori stało się m.in. popularną zakąską do piwa i innych alkoholi.